# Isomyia hauwangai
Isomyia hauwangai är en tvåvingeart som beskrevs av Hiromu Kurahashi 2006. Isomyia hauwangai ingår i släktet Isomyia och familjen Rhiniidae.
Artens utbredningsområde är Namibia. Inga underarter finns listade i Catalogue of Life.